# Zvonička ve Farářství
Zvonička ve Farářství je jedinou zvoničkou na katastru královéhradecké čtvrti Pražského Předměstí ve Farářství. Nachází se v Bezručově ulici u areálu garáží při pardubické trati.

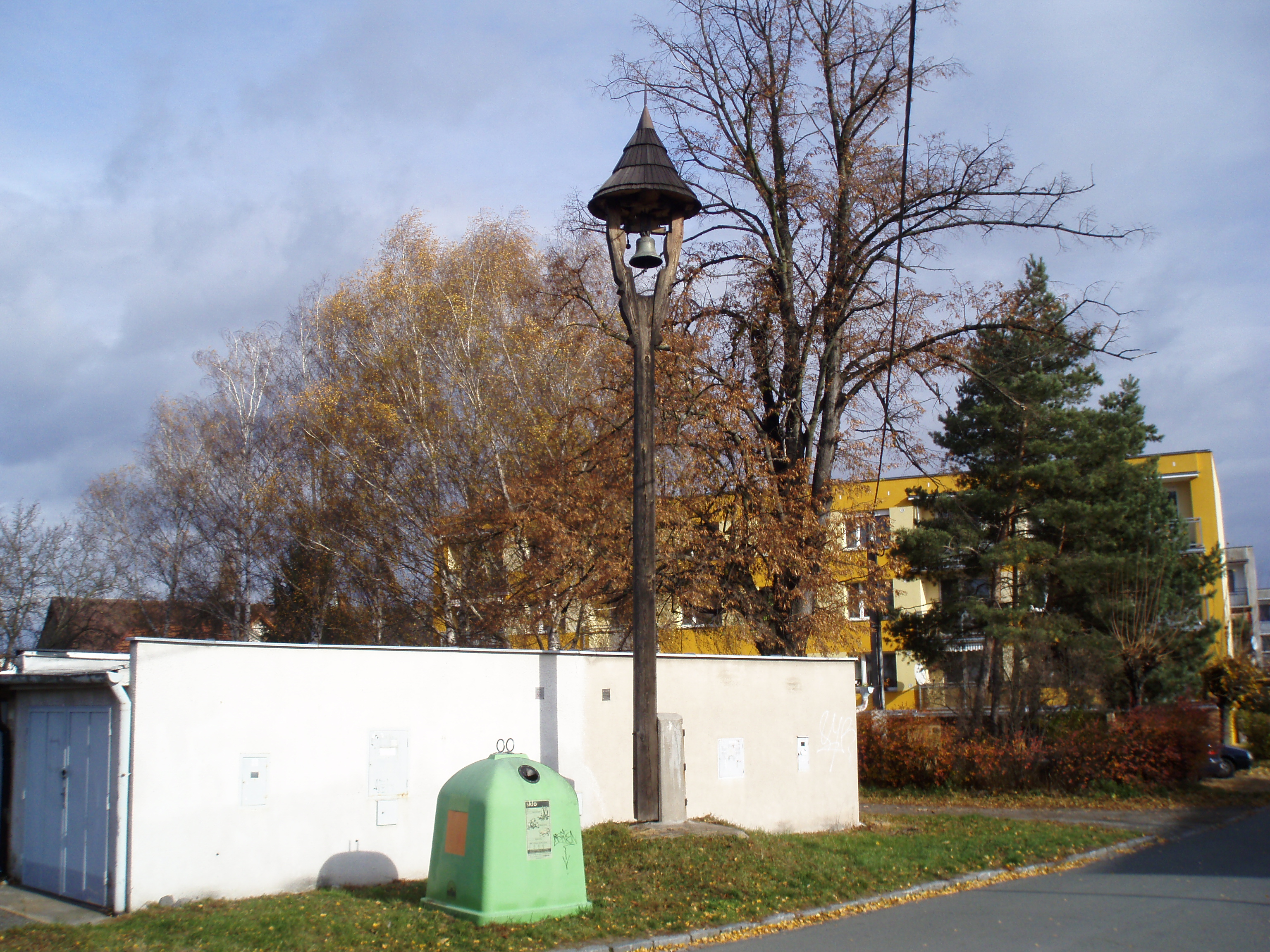
Zvonička před opravou ukotvení

## Stavební popis
Sloupová zvonička, která je tvořená uměle složenou dřevěnou rozsochou a krytá kuželovitou šindelovou stříškou. Zvon s reliéfy Ježíše Krista a Panny Marie je původní, neboť odolal rekvizicím obou světových válek. Nalezneme na něm tyto nápisy: „ULILI BRATŘÍ GÖSSNEROVÉ VE VÍDNI 1890.“ a „VĚNUJE OBEC PRAŽSKĚ PŘEDMĚSTÍ.“

## Historie
Zvonička byla postavena v roce 1890. Letáček „Procházka po hradeckých zvonicích a zvoničkách“, vydaný městem Hradcem Králové pro Dny evropského dědictví (European Heritage Days, EHD) 10. září 2016, uvádí špatný letopočet vzniku – 1863, neboť v té době zde ještě žádná zvonička nestála. Tohoto roku zde byl vztyčen pouze nedaleký kamenný kříž s nápisem „Ke cti a chvále Boží postaveno od Tomáše Součka L.P. 1863.“, z něhož dodnes zůstal jen pískovcový sokl. Pamětní kniha městyse Kuklen 1776–1918 o vybudování zvoničky praví toto:
„2. května. Občané Malý a Zámečník z Farářství postavili ve Farářství z peněz sebraných od občanů Farářstenských a Šostenských dřevěnou zvonici, kterou odevzdávají do rukou obce, aby i na budoucí časy nad ní bděla, aby dle křesťanského způsobu zvonice té bylo užíváno a zvoníka ustanovila.“

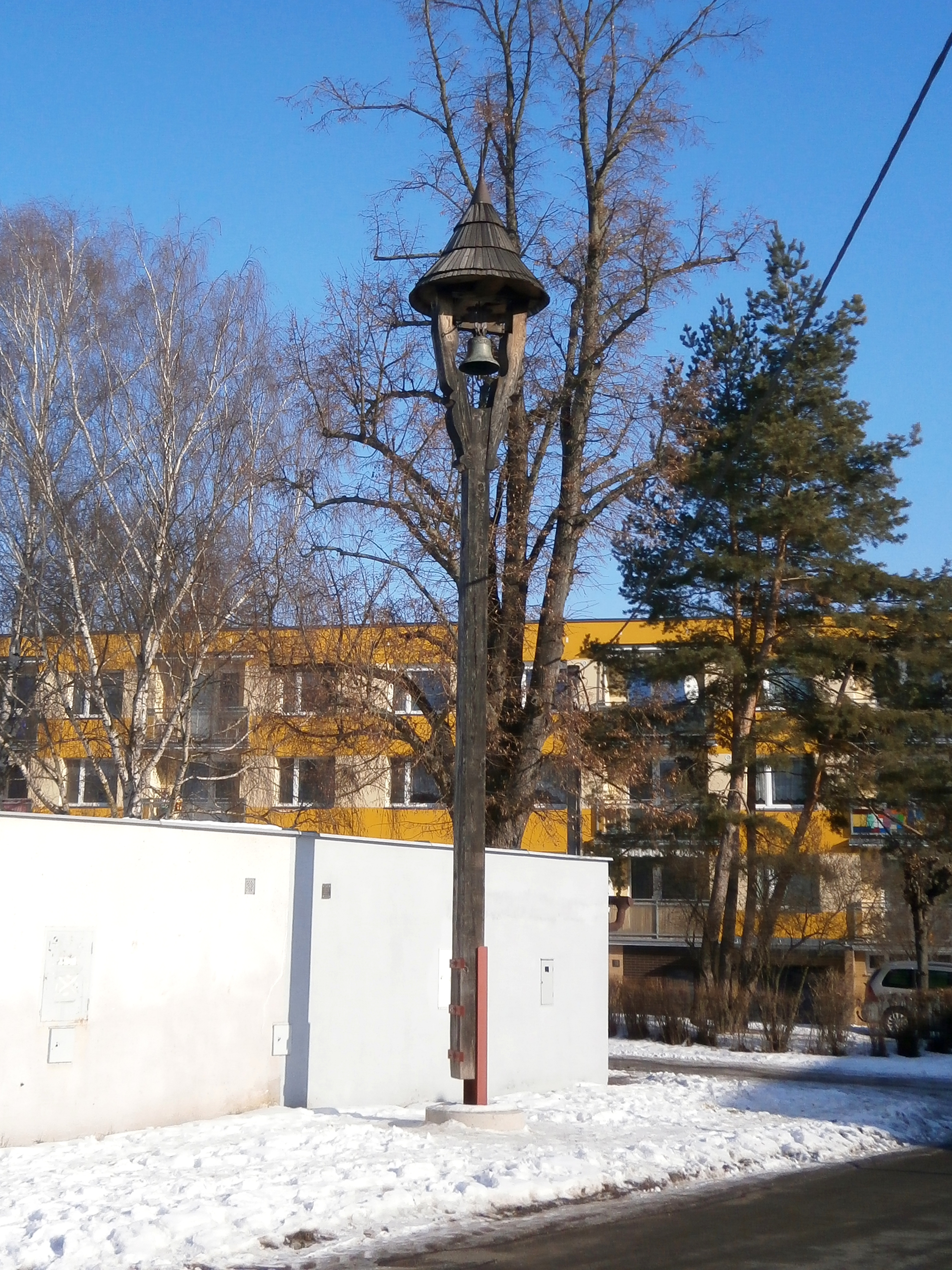
Zvonička po opravě ukotvení

Zvonička ve Farářství na sebe upozornila i tím, že její dlouhotrvající zřízení bylo jednou z příčin odtržení Pražského Předměstí od Kuklen:
„P. T. spoluobčanům Pražského Předměstí, Farářství a Šosten!
Aby se předešlo všelikým nepravým pověstem o příčině vystoupení našeho z obecního zastupitelstva v Kuklenách, jsme nuceni tímto veřejně motivy svého odstoupení svým spoluobčanům ku posouzení podati.
Jak vůbec známo, sestává ob. zastupitelstvo v Kuklenách, ku kterýmž asi před 25 lety osady Pražské Předměstí, Farářství a Šosteny přiděleny byly, ze 24 členů, z nichž při volbách před 2 lety vykonaných voleno
20 občanů z Kuklen,
3 občané z Pražského Předměstí
a 1 občan z Farářství.
Ač, co katastrální výměry a i daní se týče, Pražské Předměstí s Farářstvím a Šosteny jsou větší Kuklen, viděti lze z toho již křiklavý nepoměr v zastoupení obecním a možno již z toho učiniti si obraz, co taková menšina proti tak křiklavé většině poříditi může, zvláště pováží-li se, že ze středu občanstva Farářství a Šosten zvolen zástupce, nemající zcela žádné důvěry svých spoluobčanův a hlasující vždy a ve všem s většinou.
Po mnoho let opakovala se se strany zástupců Pražského Předměstí, Farářství a Šosten žádosť za opatření zvonků ku zvonění klekání atd., však odkládalo se se záležitostí tou stále, až konečně as před 1 1/4 rokem na určitý návrh člena obec. výboru Kafky za pomoci mocné přímluvy veledůst. P. T. pana faráře Kuklenského odhlasováno, by nákladem 80 zlatých dva zvonky pro Pražské Předměstí a Farářství pořízeny byly.
Navrhovatel, byv vyzván, aby záležitosť tu obstaral a pak účet k výplatě předložil, tázal se majitelů zvonáren na cenu a obdržev nákresy zvonků i ceny, shledal, že za povolený obnos 80 zl. v nynější době, kdy zázraky se nedějí, oba zvonky se poříditi nemohou, an 1 kus (40 cm v průměru) za 89 zl. 20 kr. bez dovozného byl nabízen.
Sešedše se napotom s občany z Farářství a Šosten, shledali jsme, že tímto spůsobem oběma nikdy by se zvonu dostati nemohlo a umluveno tudyž, že povolených nám 40 zl. ve prospěch jejich se zřekneme, tak aby alespoň jim slušného zvonku se dostalo; nad to byli jsme ještě volni zbývající obnos za zvonek, dovoz, jakož i další výlohy za dubový jeřáb atd. Doplatiti.
Následkem tohoto ujednání odebrali se členové obec. výboru Vil. Klapka a J. Kafka ke starostovi panu V. Černému do Kuklen, žádajíce slušně o vydání povolených 80 zl.; - však dostalo se jim pěkného odbytí: "že v pokladně obecní není peněz, obnos jmenovaný že povolen na dva zvonky, tak drahý zvonek že pro Farářství se dáti nemůže a konečně záležitosť ta že předloží se nejbližší schůzi výboru."
Tak se i stalo, a učiniv pan J. Just návrh, by pořídily se zvonky levnější, z lité oceli, byl dožádán, by na cenu laskavě se poptal.
Tak stalo se ku konci roku 1887 a ač ceny již v únoru t. r. došly, dostala se záležitosť tato ve schůzi výboru dne 13. června t. r. konečně na přetřes.
Ke schůzi té došla zároveň od 12 občanů a majitelů realit na Pražském Předměstí žádost o postavení zvonku na Pražském Předměstí, by při rozličných příležitostech, jako umíráčkem, o pohřbu i v pádu ohně na poplach se zvonilo.
Po přečtení této žádosti podporována byla táž s velkým sebezapřením a nikdy nevídanou ochotou od několika pp. výborů a na naši námitku, že za 40 zlatých nemožno to vše zaříditi, odpověděno, že na výši potřebného obnosu nesmí se hleděti, když takoví poplatníci o to žádají.
Tu vyjevili jsme své podivení nad nenadálou tou ochotou s druhé strany, poukázavše na to, že k našemu přání za zvonek, kterýž zajisté jménem občanstva našeho a pro ně jsme učinili, s takovou liknavostí a odkládáním výbor se choval, považujíce nynější jednání za urážku nás tří a učiněn p. V. Klapkou návrh, by žádosť za zvonek byla vrácena s tím dodatkem, že zvonek dávno již povolený co nejdříve bude postaven, čím záležitosť tato k úplné spokojenosti všech snad ukončena bude a možnému rozhořčení mezi obecenstvem se předejde.
Však co všude jinde bylo by přijato, potkalo se zde s odporem, neboť takoví poplatníci prý respektováni býti musí.
Nám zajisté ani ve snu nenapadlo, aby poplatníci a zejména poplatníci zdejší nebyli respektováni; však myslili jsme též, že i my co velcí poplatníci taktéž respektováni býti máme; přesvědčivše se o opaku toho, vzdali jsme se z ohledu na právní cit a česť svou hodnosti své ve slav. obec. zastupitelstvu.
Hle, toť poslední z oněch mnoha hořkých pilulek, kterých nám bylo při zasedání ve výboru po dvě léta spolknouti; návrhy naše podporovány nikdy nebyly, naše tři hlasy proti 21 hlasům většiny byly takřka pro smích; i doufáme, že každý nepředpojatý, přímý a soudný občan přisvědčí nám, že učinili jsme jen to, co česť naše nám kázala!
Na Praž. Předměstí, dne 20. června 1888.
Vilém Klapka. Josef Kafka. Frant. Souček.“
Po létech zanedbávání a přehlížení stavu zvoničky došlo v roce 2000 k její celkové obnově. Netrvalo to však dlouho a muselo dojít k další opravě. Při Dnech evropského dědictví 10. září 2016 se přišlo na to, že betonový kotvící sloupek je ve velmi špatném stavu, takže došlo k demontáži zvoničky a jejímu odvozu. Po nalezení lepšího způsobu ukotvení se vrátila v listopadu téhož roku zpět na své místo.

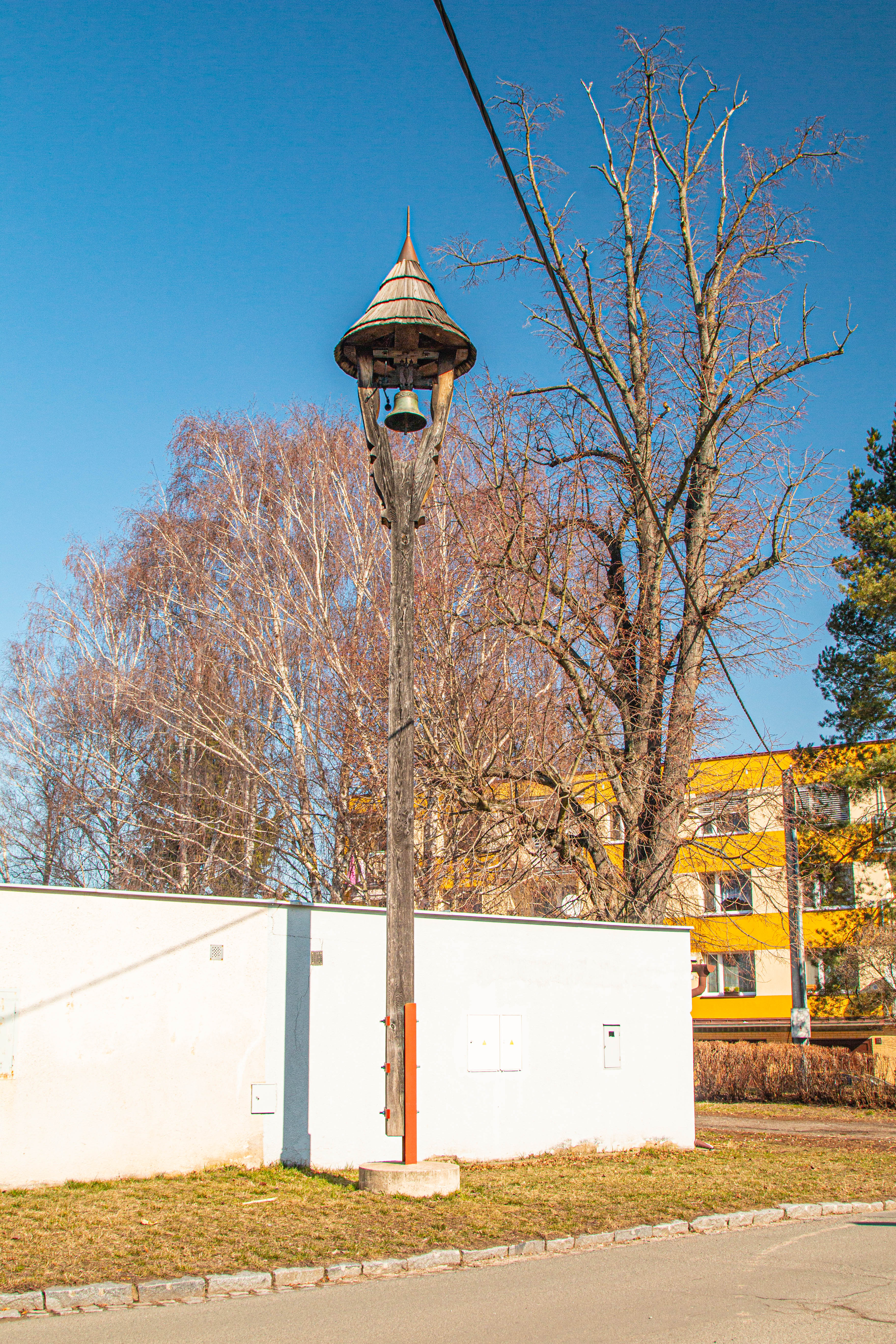
Zvonička v roce 2022